# Il Grinch (film 2018)
Il Grinch (The Grinch) è un film d'animazione del 2018 diretto da Yarrow Cheney e Scott Mosier.
Basato sull'omonimo racconto del 1957 scritto dal Dr. Seuss, è il terzo adattamento cinematografico della storia, dopo lo speciale televisivo del 1966 e il lungometraggio live-action del 2000. La pellicola è prodotta dalla Illumination Entertainment e vede Benedict Cumberbatch come voce del protagonista nella versione originale e Alessandro Gassman nella versione italiana. La trama segue il Grinch e il suo cane Max mentre pianificano di rovinare la festa di Natale di Whoville rubando tutte le decorazioni e i regali della città.
È stato distribuito negli Stati Uniti il 9 novembre 2018, mentre nelle sale italiane è uscito il 29 novembre 2018. Esso è distribuito dalla Universal Pictures, anche in RealD 3D e IMAX 3D. Ha incassato oltre 511 milioni di dollari in tutto il mondo, diventando il film di Natale con il maggior incasso di tutti i tempi, nonché l'adattamento cinematografico del Dr. Seuss con il maggior incasso. Ha ricevuto recensioni contrastanti da parte della critica, che ha elogiato l'animazione e le esibizioni vocali, ma ha ritenuto che il film aggiungesse poco o nulla di nuovo al materiale originale. Questo è stato l'ultimo adattamento cinematografico del Dr. Seuss uscito mentre era ancora in la vita la vedova di Seuss, Audrey Geisel, che è stata produttrice esecutiva del film ed è morta il 19 dicembre 2018, cinque settimane dopo l'uscita del film.

## Trama
Nella città di Chi Sarà, le persone simili agli umani chiamate i Chi Saranno sono piene di entusiasmo per la celebrazione del Natale. L’unica voce fuori dal coro è quella del Grinch, una creatura scontrosa, irascibile, solitaria, dal pelo verde e con un cuore di "due taglie troppo piccolo", che vive nella sua caverna con il suo cane, Max, e scende a Chi Sarà solo per fare la spesa al supermercato e fare dispetti ad alcuni cittadini.
Nel frattempo, Cindy Lou, una dolce e gentile bambina di 6 anni, nota che sua madre Donna è oberata di lavoro cercando di prendersi cura di sé stessa e dei suoi fratelli gemelli, Buster e Bean. Cindy inizialmente decide di inviare una lettera a Babbo Natale per aiutare sua madre, ma incontra il Grinch, che le dice sarcasticamente che, se la questione è così urgente, dovrà parlare faccia a faccia con Babbo Natale, solo che nessuno l'ha mai visto. Seguendo le parole del Grinch, la bambina decide di andare al Polo Nord per parlare con Babbo Natale in persona. Quando Donna le dice che un viaggio di andata e ritorno al Polo Nord richiederebbe un mese, decide invece di provare a intrappolare Babbo Natale con l'aiuto dei suoi amici Groopert, Izzy, Ozzy e Axl.
Sulla via del ritorno, il Grinch viene colpito da una delle decorazioni del suo vicino, il sempre allegro Bricklebaum, il quale lo informa che le tante ed esagerate decorazioni sono un'idea della sindaca: un Natale tre volte più grande. Inizialmente il Grinch crede si tratti di uno scherzo, ma si ricrede al trasporto di un enorme abete. Un tentativo pasticciato del Grinch di rovinare una cerimonia di illuminazione degli alberi con una catapulta lo porta ad avere un flashback della sua infanzia trascorsa da solo e indesiderato in un orfanotrofio. Il Grinch, infastidito più che mai, decide presto che ruberà il Natale ai Chi Saranno per alleviare la sua angoscia. Lui e Max acquisiscono una grassa renna che il Grinch chiama Fred e rubano una slitta a Mr. Bricklebaum. Dopo un giro di prova, il Grinch e Max scoprono che Fred ha una famiglia, e il Grinch accetta emotivamente di lasciare che Fred torni a casa da loro.
Nella notte della vigilia di Natale, dopo aver fatto un travestimento da Babbo Natale e creato dozzine di gadget per facilitare il suo piano, il Grinch e Max, che tira la slitta al posto di Fred, scendono a Chi Sarà per rubare le decorazioni, i regali e le cibarie delle tradizioni natalizie. Mentre deruba l'ultima casa, il Grinch viene catturato da Cindy Lou che, non riconoscendolo, lo libera e gli dice il desiderio della sua lettera: la sua richiesta di aiutare ad alleggerire il carico di lavoro di sua madre e il gentile consiglio di ascoltare il canto dei Chi Saranno per alleviare la sua tristezza. La richiesta stupisce non poco il falso Babbo Natale, che promette falsamente di realizzare il desiderio, per poi mandarla a letto e finire il lavoro.
Trascinata la slitta fino alla cima del Monte Crumpit, il Grinch si appresta a buttare la sua refurtiva dal monte. A valle, i Chi Saranno si svegliano e vedono il misfatto ma, dopo aver superato lo choc, la madre di Cindy ricorda che non servono i regali o le decorazioni per il Natale, basta passarlo solo con i propri cari e che Cindy è la cosa migliore che le sia mai capitata. Poi i Chi Saranno si mettono a cantare il canto natalizio. Vedendo Cindy Lou e ricordando il suo consiglio, il Grinch si immerge nel loro canto, facendo triplicare il suo cuore e tutta la sua tristezza se ne va con successo. Successivamente, la slitta cade dal Monte Crumpit e il Grinch tenta di salvarla. Ci riesce quando Fred e la sua famiglia vengono in suo aiuto. Dopo aver assicurato la slitta, il Grinch e Max tornano a Chi Sarà per restituire gli oggetti rubati. Il Grinch ammette i suoi crimini e si scusa con i Chi Saranno prima di tornare alla sua caverna, vergognandosi di ciò che ha fatto.
Sentendosi dispiaciuta per il Grinch, Cindy Lou lo invita per festeggiare la cena di Natale a casa sua, a cui lui partecipa goffamente. Quando si siede a cena, si rende conto e confessa ai presenti che non era proprio il Natale che disprezzava, ma essere solo e l'amarezza per essere stato trascurato. Con questo, il Grinch accetta finalmente l'amicizia dei Chi Saranno e si gode il Natale con loro brindando "a ciò che è più necessario: amore e gentilezza".

## Accoglienza

### Incassi
Il Grinch ha incassato $ 270,8 milioni negli Stati Uniti e in Canada e $ 241 milioni in altri paesi, per un totale mondiale lordo di $ 511,8 milioni, contro un budget di produzione di $ 75 milioni. Deadline Hollywood ha calcolato che il suo profitto netto è di 184,6 milioni di dollari, rendendola la nona versione più redditizia del 2018. È il secondo più grande successo della Universal del 2018 dietro Jurassic World - Il regno distrutto.

### Critica
Su Rotten Tomatoes, il film ha un indice di gradimento del 59% basato su 193 recensioni e una valutazione media di 6/10. Il consenso critico del sito web recita: "Il Grinch offre al classico materiale sorgente di Seuss un aggiornamento vivacemente animato che è solidamente adatto agli spettatori più giovani senza aggiungere sostanzialmente all'eredità della storia." Su Metacritic, il film ha un punteggio medio ponderato di 51 su 100, sulla base di 32 critiche, indicando "recensioni miste o medie". Il pubblico intervistato da CinemaScore ha assegnato al film "A–" come voto medio su una scala da A + a F, mentre PostTrak ha riferito che gli spettatori gli hanno dato un punteggio positivo dell'83% e un "consiglio definitivo" del 75%.
Owen Gleiberman di Variety ha paragonato il film favorevolmente alla versione live-action del 2000, scrivendo: "Per chiunque sia cresciuto con How the Grinch Stole Christmas, Il Grinch non lo sostituirà, ma è agile e affettuoso in un modo che può agganciare i bambini di oggi, e più di pochi adulti, evocando una sensazione che si avvicina abbastanza. Alla fine, il tuo cuore si gonfierà, anche se forse solo una o due dimensioni."
Amy West di Empire ha assegnato al film 3 stelle su 5, scrivendo: "Nonostante la sua ambizione di raccontare storie sia troppo piccola di due taglie (proprio come il cuore del suo peloso protagonista), Il Grinch è incredibilmente carino, visivamente ricco e vanta abbastanza divertimento festivo da soddisfare giovani spettatori".

## Riconoscimenti
- 2019 - Saturn Award
  - candidatura miglior film di animazione
- 2019 - Annie Award
  - candidatura miglior colonna sonora in un film d'animazione (Danny Elfman)
  - candidatura miglior storyboarding in un film d'animazione (Habib Louati)
  - candidatura miglior montaggio in un film d'animazione (Chris Cartagena)
- 2019 - Art Directors Guild
  - candidatura excellence in Production Design Award per un film d'animazione (Colin Stimpson)
- 2019 - Critics' Choice Award
  - candidatura miglior film d'animazione
- 2019 - Cinema Audio Society Awards
  - candidatura miglior miscelazione del suono in un film d'animazione
- 2019 - Golden Reel Award
  - candidatura miglior montaggio sonoro negli effetti sonori
- 2019 - Nickelodeon Kids' Choice Award
  - Miglior film d'animazione
  - Miglior doppiatore (Benedict Cumberbatch)
- 2019 - Producers Guild of America Award
  - candidatura miglior produttore per un film d'animazione (Janet Healy e Christopher Meledandri)
- 2019 - Visual Effects Society Award
  - candidatura migliori effetti visivi in un film d'animazione
  - candidatura miglior personaggio animato in un film d'animazione (il Grinch)
  - candidatura miglior ambiente creato in un film d'animazione (la cittadina di Chissà)
  - candidatura migliori effetti di simulazione in un film d'animazione (neve, nuvole e fumo)

## Curiosità
I produttori del film hanno fatto più volte riferimento agli altri lavori di Dr. Seuss e ai precedenti film del Grinch specialmente al celebre classico con Jim Carrey.